# Boxing Day (chanson de Blink-182)
Pour les articles homonymes, voir Boxing Day (homonymie).
Singles de Blink-182
Wishing Well
(2011) Bored to Death
(2016)
Pistes de Dogs Eating Dogs
Disaster
(3) Pretty Little Girl
(5)
Boxing Day est une chanson du groupe Blink-182 qui apparaît sur l'EP Dogs Eating Dogs. Il s'agit du premier et unique single tiré de cet album. La version single est sortie à la radio la 10 décembre 2012, et il n'existe pas de single au format CD. Il n'existe pas de clip pour cette chanson.

## Liste des pistes
| Boxing Day | Boxing Day | Boxing Day | Boxing Day | Boxing Day | Boxing Day | Boxing Day | Boxing Day | Boxing Day | Boxing Day |
| No         | Titre      | Auteur     | Durée      |            |            |            |            |            |            |
| ---------- | ---------- | ---------- | ---------- | ---------- | ---------- | ---------- | ---------- | ---------- | ---------- |
| 1.         | Boxing Day | Blink-182  | 3:59       |            |            |            |            |            |            |
| 3:59       |            |            |            |            |            |            |            |            |            |

## Collaborateurs
- Tom DeLonge — Chant, Guitare
- Mark Hoppus — Chant, Basse
- Travis Barker — Batterie